# Bójové

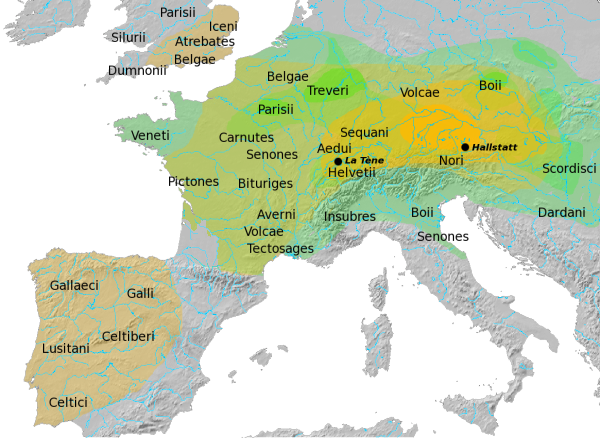
Území obývané Bóji ve 3. století př. n. l.

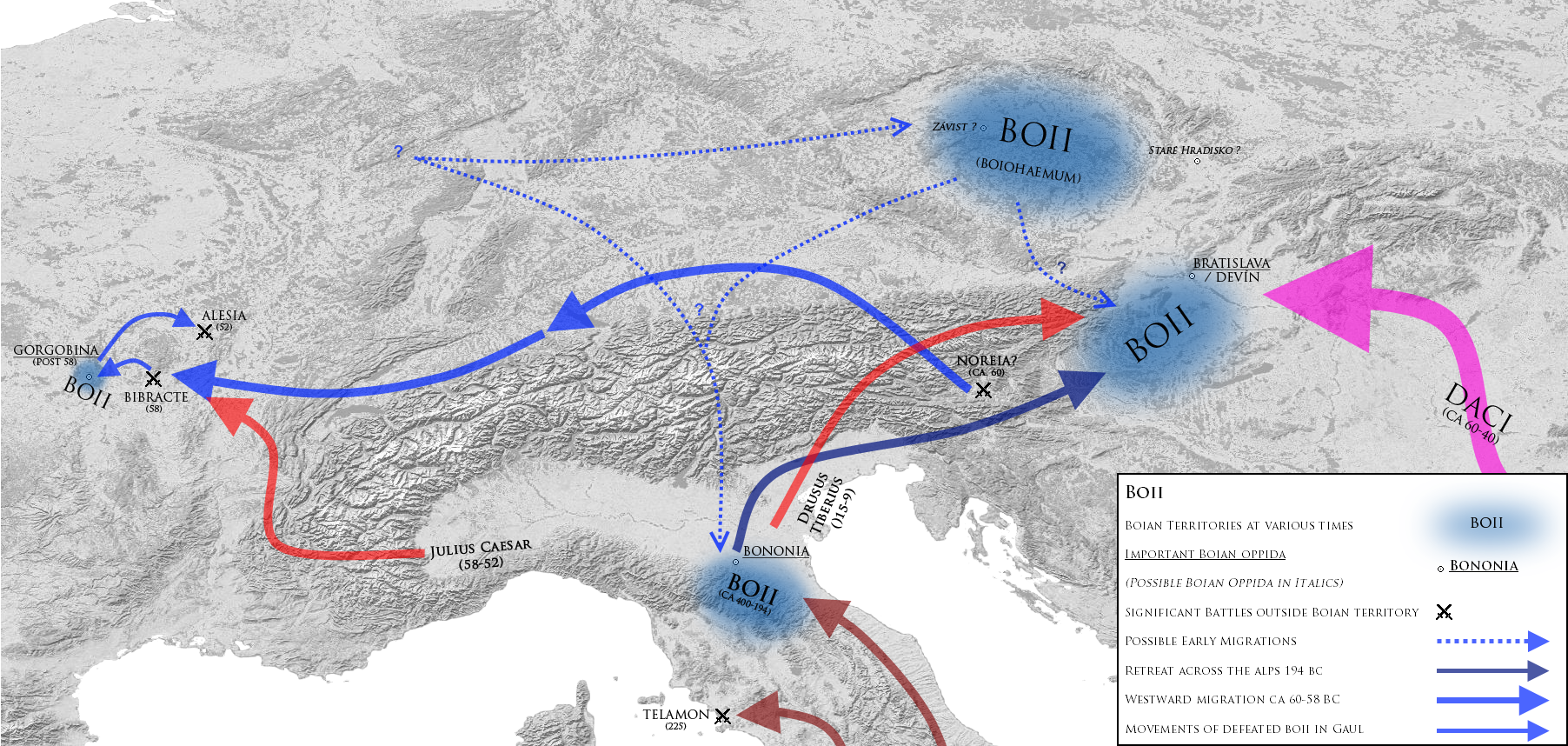
Migrace Bojů

Bójové (lat. Boii) byli keltský kmen, který se dělil do několika větví. Jedna z nich osídlila přibližně ve 4. století př. n. l. střední a severozápadní území Čech, které začaly být později nazývány římskými historiky zemí Bójů, latinsky Boiohaemum. Další území, která odvozují svůj název od Bójů jsou Bavorsko (Baiowaria) a Lužice (Boica) a podle některých zdrojů také italské město Boloňa.

## Bójové na českém území
Kultura Bójů se lišila od keltské skupiny usídlené v jižních Čechách. Pro ni byly typické mohylové pohřby, zatímco pro Bóje kostrové pohřbívání. Nejvýznamnější bójská oppida se postupně přeměnila ve skutečná města. Bylo to především oppidum Stradonice nedaleko Berouna, kde se razily zlaté mince, oppidum Závist, oppidum Staré Hradisko, nacházející se mezi Boskovicemi a Prostějovem, na Slovensku pak oppidum Bratislava.
Od 2. století př. n. l. byli zdejší Bójové vystaveni nájezdům Germánů, proto část etnika odešla z Čech na území dnešní jižní Moravy a západního Slovenska a Rakouska. Přibližně v letech 60 až 40 př. n. l. utrpěli Bójové porážku ve válce s Dáky a od té doby jejich historická stopa ve střední Evropě výrazně slábne. Na přelomu letopočtu již bylo Keltů v Čechách méně než Germánů. Na Moravě a na Slovensku se udrželi déle.

## Další skupiny Bójů
Jiná skupina Bójů pronikla ve 4. – 3. století př. n. l. do Itálie do oblasti kolem dnešní Boloně (latinsky Bononia, předešle etrusky Felsina), odkud se v 2. století př. n. l. stáhli na území středního Dunaje. Kolem roku 60 př. n. l. byli panonští Bójové poraženi Dáky a z větší části se odstěhovali na území Galie, kde již žily keltské kmeny Helvétiů a Haeduů. Na jejich území byli příchozí Bójové usazeni Juliem Caesarem, který vedl se zdejšími kmeny galské války.